# داريوس كينسي

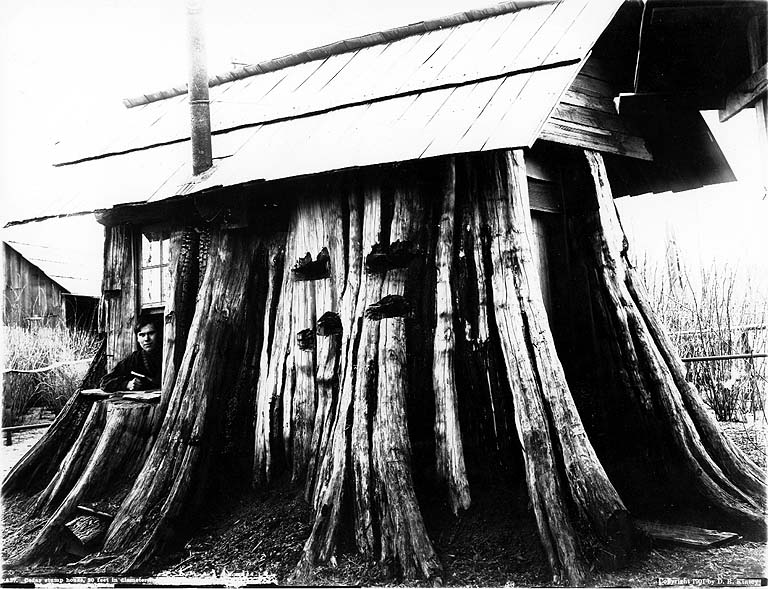
صورة فوتوغرافية لداريوس كينسي لمنزل من جذوع أشجار الأرز، إيدجكومب، واشنطن، 1901

داريوس كينسي (بالإنجليزية: Darius Kinsey) هو مصور أمريكي، ولد في 1869، وتوفي في 1945.